# 南萨尔瓦多
南萨尔瓦多是巴西南大河州的一个市镇。总面积99.158平方公里，总人口6644人，人口密度67人/平方公里。